# Mats Rots
Mats Rots, né le 11 mars 2006 à Groenlo aux Pays-Bas, est un footballeur néerlandais qui joue au poste d'arrière gauche au FC Twente.

## Biographie

### En club

#### FC Twente
Né à Groenlo aux Pays-Bas, Mats Rots est formé par le FC Twente. Il joue son premier match en professionnel le 10 août 2023, lors d'une rencontre qualificative pour la phase de groupe de la Ligue Europa Conférence 2023-2024 face au Riga FC. Il entre en jeu à la place d'Alfons Sampsted et son équipe s'impose par deux buts à zéro.
Il joue son premier match d'Eredivisie, la première division néerlandaise, le 20 août 2023, lors de la deuxième journée de la saison 2023-2024 face au PEC Zwolle. Il est titularisé lors de cette rencontre remportée par son équipe sur le score de trois buts à un.
Le 13 août 2024, Rots fait sa première apparition en Ligue des champions, face au RB Salzbourg. Il entre en jeu à la place de Bas Kuipers et se fait remarquer trois minutes plus tard en délivrant une passe décisive pour Alec Van Hoorenbeeck. Les deux équipes se neutralisent ce jour-là (3-3 score final),.

### En sélection
Mats Rots représente les Pays-Bas en sélection. Il commence sa carrière internationale avec les moins de 16 ans, jouant un total de trois matchs en 2022.
Rots est sélectionné avec l'équipe des Pays-Bas des moins de 17 ans pour participer au championnat d'Europe des moins de 17 ans en 2023. Lors de cette compétition, il joue trois matchs, les trois en tant que titulaire au poste d'arrière gauche. Son équipe est toutefois éliminée dès la phase de groupe avec un bilan de deux défaites et un match nul.

## Palmarès

### En sélections nationales
|  |  | Pays-Bas -19 ans - Championnat d'Europe -19 ans - Vainqueur : 2025. |

## Vie privée
Mats Rots est le frère de Daan Rots, lui aussi footballeur professionnel. Ils ont également un autre frère qui joue au football, Tiem Rots, mais dans les divisions inférieures du football néerlandais,.